# Louis Lartet

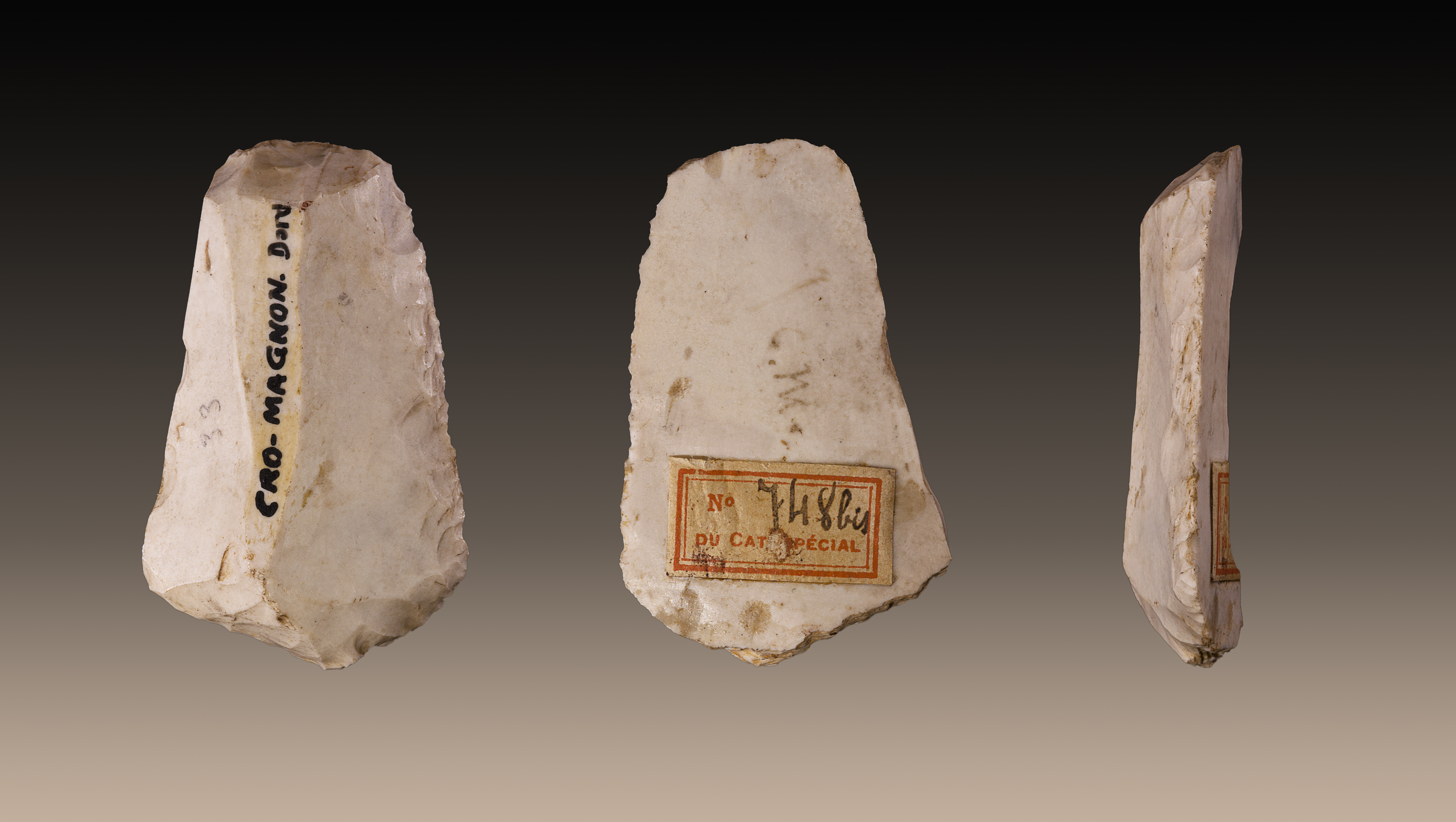
Ruspa di Cro-Magnon - Louis Lartet Collection - Museo di Tolosa

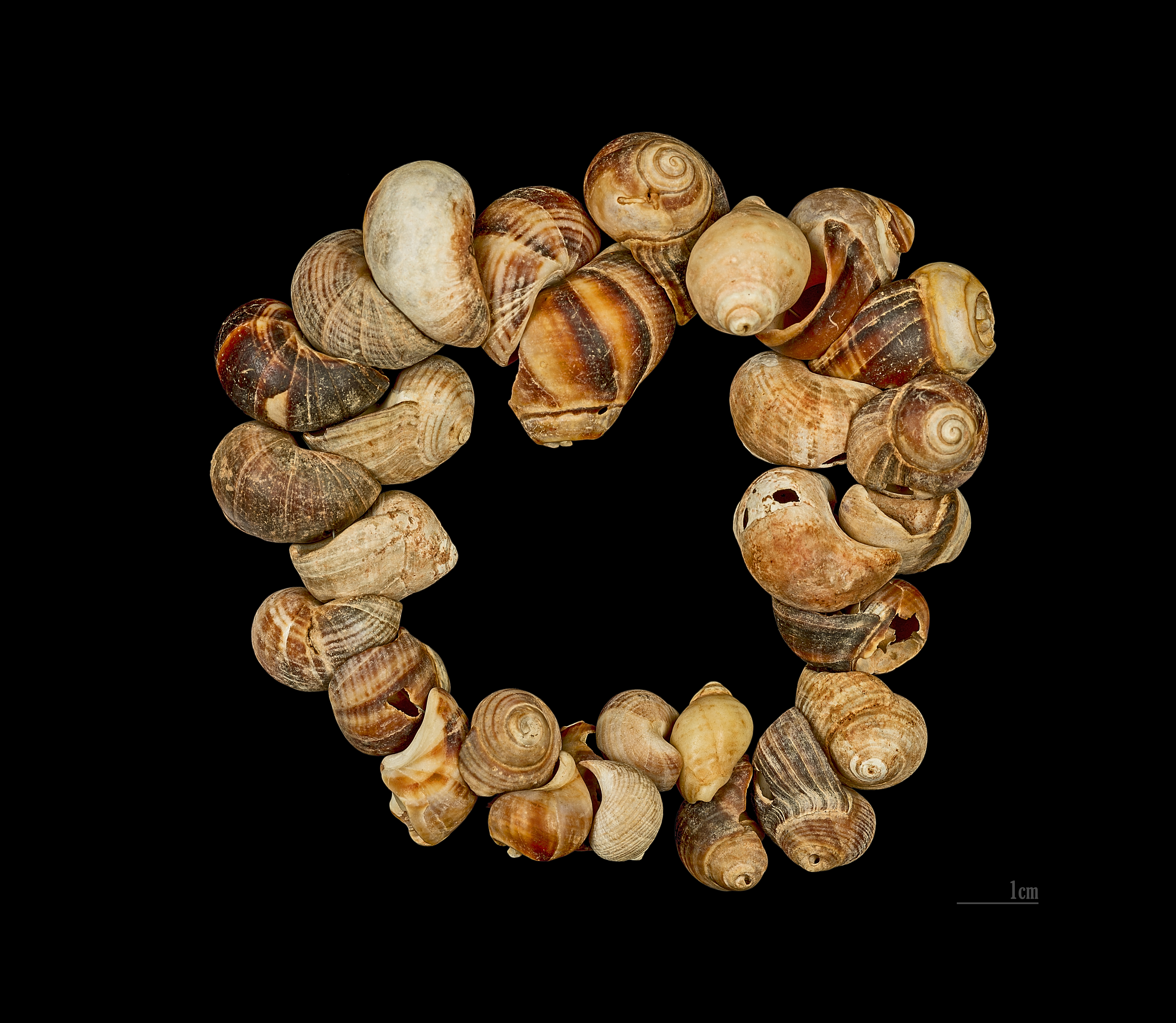
Ornamento di Cro-Magnon - Collezione Louis Lartet - Museo di Tolosa

Louis Lartet (Castelnau-Magnoac, 18 dicembre 1840 – Seissan, 1899) è stato un geologo e paleontologo francese.

## Biografia
Figlio dell'antropologo Édouard Lartet, nonostante fosse destinato alla carriera forense, ed avesse studiato legge a Auch e Tolosa, ereditò dal padre l'amore per le scienze naturali a cui si dedicò a partire dal 1834. Nel 1862 divenne assistente al Muséum National d'Histoire Naturelle, nel quale iniziò il suo percorso professionale in ambito scientifico. La sua prima ricerca fu nella Meseta della penisola iberica al fianco del paleontologo francese Édouard de Verneuil, ed in seguito fu incaricato di una missione di ricerca in ambito geologico in Palestina per conto dell'archeologo Honoré Théodoric d'Albert di Luynes tra il 1864 ed il 1865. Nel 1857 fu eletto tra i membri stranieri della Geological Society of London.
Fu consacrato nella ricerca paleontologica grazie al suo ritrovamento nel 1868 dei resti dell'Uomo di Cro-Magnon nel sito archeologico di Les Eyzies-de-Tayac-Sireuil, in Dordogna. Nel 1869 abbandonò il suo incarico al Musèum National d'Histoire Naturelle per diventare assistente alla Sorbona. Dopo aver intrapreso così la carriera accademica, nel 1873 venne nominato lettore alla facoltà di Scienze della Università di Tolosa dove divenne assistente per l'anziano detentore della cattedra di geologia e mineralogia Alexandre Leymerie. Alla morte di quest'ultimo nel 1878, Lartet ne prese la cattedra, che tenne per oltre 20 anni, dedicandosi nel frattempo alla ricerca nei Pirenei, nella regione di Labets-Biscay, e riorganizzando la collezione della facoltà di Scienze.
Nel 1899, per gravi motivi di salute, Lartet si ritirò nella sua nativa Guascogna, dove morì nell'estate di quello stesso anno.

### Scritti
- Verneuil H. de & Lartet L. - Sur le calcaire à Lychnus des environs de Segura (Aragon). Bulletin de la Société Géologique de France, (2), XX, pp. 684 - 698, pl. X., (1863)

- Verneuil H. de & Lartet L. - Sur des silex taillés recueillis dans le diluvium des environs de Madrid et description de l'un d'eux. Bull. Soc. Géol. France, (2), XX, pp. 698 - 702, pl. XI., (1863)

- Lartet L. - Sur la formation du bassin de la Mer morte ou lac Asphaltite, et sur les changements survenus dans le niveau de ce lac. Bull. Soc. Géol. France, (2), XXII, pp. 420-463 et Comptes rendus hebdomadaires des séances de l'Académie des Sciences Paris, LX, pp. 796-800., (1865)

- Lartet L. - Essay on the formation of the Basin of the Dead Sea, and the changes which have taken place in the level of the lake (Grove G. trad.). Edinburgh, Murray and Gibb edit., 351-396,(1865)

- Lartet L. - Note sur la découverte de silex taillés en Syrie" suivi de "De quelques remarques sur l'âge des terrains qui constituent la chaîne du Liban. Bull. Soc. Géol. France, (2), XXII, pp. 537-545 pl.VI, (1865)

- Lartet L. - Sur les grottes du bassin de l'Ebre (Espagne) où sont trouvés des ossements de mammifères fossiles et de vestiges de l'industrie humaine. Bull. Soc. Géol. France, (2), XXIII, p. 718, (1866)

- Lartet L. - Recherches sur les variations de la salure de l'eau de la Mer Morte en divers points de sa surface et à différentes profondeurs, ainsi que sur l'origine probable des sels qui entrent dans sa composition. Bull. Soc. Géol. France, (2), XXIII, pp. 719-760 et C. R. Acad. Sci. Paris, LXII, pp. 1333-1336, (1866)

- Lartet L. - Procès verbal de la réunion extraordinaire de Bayonne (Basses-Pyrénées). Bull. Soc. Géol. France, (2), XXIII, pp. 813- 855, (1866).

- Lartet L. - Sur les gîtes bitumineux de la Judée et de la Coelé-Syrie, et sur le mode d'arrivée de l'asphalte au milieu des eaux de la Mer Morte. Bull. Soc. Géol. France, (2), XXIV, pp. 12-31 et C. R. Acad. Sci. Paris, LXII, 1395-1399, (1866).

- Lartet L. - Poteries primitives, instruments en os et silex taillés des cavernes de la Vieille Castille (Espagne). Revue Archéologique, Paris, 2, XIII, pp. 114-137, 2 pl, (1866).

- Lartet L. - Sur une exploration géologique de la Cochinchine par M. Joubert. Bull. Soc. Géol. France, (2), XXIV, 625- 626, (1867).

- Lartet L. - Sur les découvertes relatives aux temps préhistoriques faites en Palestine. C.R. 2ème Congrès Internat. Anthropologie et Archéologie préhistorique, Paris, pp. 115-119, (1867).

- Lartet L. - Anthropologie dans les temps préhistoriques. C.R. 2ème Congrès Internat. Anthropol. et Archéol., préhistorique, Paris, 158-163, suivi de: "Discussions aux séances du congrès" (p. 198, 214 226) et de "Compte rendu de séances" (p. 45, 53, 154, 213, 364), (1867).

- Lartet L. - Discussions aux séances de la Société anthropologique. Bull. Soc. Anthropol. Paris, 2ème série, III, 333. Société d'anthropologie de Bordeaux et du Sud Ouest, (1868).

- Lartet L. - Sur une formation particulière de grès rouge en Afrique et en Asie, à propos du caractère lithologique en stratigraphie. Bull. Soc. Géol. France, (2), XXV, 490-499, (1868).

- Lartet L. - Congrès d'archéologie préhistorique, Norwich. Compte rendu des séances. Matériaux pour l'histoire naturelle et primitive de l'homme, V, 5- 29 et Revue des cours scientifiques, 6 ème année, 66, (1869).

- Lartet L. - Essai sur la géologie de la Palestine et des contrées avoisinantes, telles que l'Egypte et l'Arabie. 1ère partie: Géologie générale et stratigraphie. Thèse Sciences Paris, 292 p., 1 carte, imp. Martinet, Paris, (1869).

- Lartet L. - Réunion extraordinaire de la SGF au Puy; compte rendu de la course à Ronzon, la Denise, Espaly et Saint Marcel. Bull. Soc. Géol. France, (2), XXVI, 1048-1058, (1869).

- Lartet L. - Une sépulture des troglodytes du Périgord. Bulletin de la Société d'Anthropologie de Paris, 2ème série, III, pp. 335-349. et: Annales des Sciences naturelles, 5, X, pp. 132-145, (1868).

- Lartet L. - Une sépulture des troglodytes du Périgord à Cro-Magnon, in Remarques sur la faune de Cro-Magnon. Matériaux pour l'histoire naturelle et primitive de l'homme, V, pp. 97-108, 7 fig. (traduit en anglais in Lartet E. et Christy H., Reliquiae Aquitanicae), (1869).

- Lartet L. - Observation sur une note de M. Peron sur la place qu'occupent dans la série stratigraphique certains oursins très rependus en Algérie. Bull. Soc. Géol. France, (2), XXVII, pp. 601-602, (1870).

- Lartet L. - Essai sur la géologie de la Palestine et des contrées avoisinantes, telles que l'Egypte et l'Arabie. 2ème partie: Paléontologie. Ann. Sci. Géologiques, III, 98 p., 7 pl. ht, 2 cartes, (1872).

- Lartet L. - Observations sur l'âge des faluns en Armagnac. Bull. Soc. Géol. France, (3), I, pp. 210-212, (1873).

- Lartet L. - Présentation de la 2ème partie de l'Essai sur la géologie de la Palestine. Bull. soc. Géol. France, (3), I, pp. 303-304, (1873).

- Lartet L. - Observation à une communication de M. Raulin. Bull. Soc. Géol. France, I, 306, (1873).

- Lartet L. - Les musées d'histoire naturelle des provinces. Revue scientifique, 2ème série, XI, 1190, (1873).

- Lartet L. - Traces de l'homme préhistorique en Orient. Matériaux pour l'histoire naturelle et primitive de l'homme, VIII (2) 4, pp. 177- 194, (1873).

- Lartet L. - Gravures inédites de l'âge du renne paraissant représenter le Mammouth et le Glouton. Matériaux pour l'histoire naturelle et primitive de l'homme, IX (2) 5, pp. 33-36, (1874).

- Lartet L. et Chaplain-Duparc G. - Sur une sépulture des anciens troglodytes des Pyrénées superposée à un foyer contenant des débris humains associés à de dents sculptées de Lion et d'Ours. Matériaux pour l'histoire naturelle et primitive de l'homme, IX (2) 5, pp. 101-167. et C.R. Acad. Sci. Paris, LXXVIII, 1234-… et Bull. Soc. Anthropol. Paris, 2 ème série, IX, 516-…et C.R. Congrès anthropol. et archéol. Préhistorique, Stockholm, 1874, 302, (1874).

- Lartet L. - Voyage d'exploration à la Mer Morte, à Pétra et sur la rive gauche du Jourdain... publ... sous la dir. de M. le Cte de Vogüe... Tome III, Géologie par Louis Lartet. - Paris: A. Bertrand, 1 vol. (VI + 325 pp. + XIV pl.), (1874).

- Lartet L. - Sur un atelier de silex taillés et une dent de Mammouth trouvés près de Saint-Martory, aux environs d'Aurignac (Hte-Garonne). Matériaux pour l'histoire naturelle et primitive de l'homme, X (2) 6, pp. 272-275, (1875).

- Lartet L. - Exploration géologique de la Mer Morte, de la Palestine et de l'Idumée. Imp. Arthus Bertrand, Paris, 326 p., 14 pl, (1877).

- Lartet L. - Note sur les ruines Romaines et la nécropole d'Um-Keiss (Gadara), près du lac de Tibériade. Mém. Soc. archéol. Midi, 2ème série, XI, 286-294, 1 pl, (1879).

- Lartet L. - Vie et travaux d'Alexandre Leymerie. Bull. Soc. géol. France, (3), VII, pp. 530-556, (1879).

- Lartet L. - Note sur la position de Belsinum. Bull. Soc. archéol. Midi, IX, p. 29, (1882).

- Lartet L. - Le tuco de Panassac. Revue de Gascogne, XXIII, pp. 272-275, (1882).

- Lartet L. - Les gisements salifères des petites Pyrénées de la Haute-Garonne et de l'Ariège. Mémoire Acad. Sci. Toulouse, 8ème série, V, (1) pp. 260-262, (1883).

- Lartet L. - Sur des sépultures mérovingiennes, découvertes près de Cahors et de Villesec. Bull. Soc. archéol. Midi, X, p. 40, (1883).

- Lartet L. - Rapport sur le concours de la classe des Sciences. Mémoires de l'Académie des Sciences, inscriptions et belles-lettres de Toulouse, 8ème série, VI, (2) pp. 68-76, (1884).

- Lartet L. - Sur le terrain carbonifère des Pyrénées centrales. C. R. Acad. Sci. Paris, XCIX, 250-253, (1884).

- Lartet L. - Allocution et compte rendu des travaux de la société pendant l'année 1884. Bull. Soc. Hist. Nat. Toulouse, XIX, p. 1, (1885).

- Lartet L. - Analyse de « Etude sur les bilobites du Portugal » de M. Delgado. Bull. Soc. Hist. Nat. Toulouse, XX, p. 45, (1886).

- Lartet L. - Sur le Carbonifère des Pyrénées centrales (deuxième note). C. R. Acad. Sci. Paris, CIV, 1314-1317, (1887).

- Lartet L. - Rapport sur une note adressée par M. Gaillac à propos de ses recherches dans plusieurs stations préhistoriques des environs de l'Isle d'Albi, se rapportant aux époques paléolithiques et néolithiques. Mémoires de l'Académie des Sciences, inscriptions et belles-lettres de Toulouse, 9ème série, II, p. 572,  (1890).

- Lartet L. - Etude historique sur « les Luttes et les Progrès de la géologie ». Mémoires de l'Académie des Science, inscriptions et belles-lettres de Toulouse, 9ème série, II, p. 573,  (1890).